# Sisyrinchium albilapidense
Sisyrinchium albilapidense är en irisväxtart som beskrevs av Pierfelice Ravenna. Sisyrinchium albilapidense ingår i släktet gräsliljor, och familjen irisväxter. Inga underarter finns listade i Catalogue of Life.